# Seria Samsung Galaxy M
| 2019 | Galaxy M x0 |
| 2020 | Galaxy M x1 |
| 2021 | Galaxy M x2 |
| 2022 | Galaxy M x3 |
| 2023 | Galaxy M x4 |
| 2024 | Galaxy M x5 |

Seria Samsung Galaxy M este o linie de smartphone-uri de buget mediu cu exclusivitate online, fabricate de Samsung Electronics. Primele modele din serie, Samsung Galaxy M10⁠(d) și M20⁠(d), au fost lansate pe 5 februarie 2019; acestea au fost urmate de Samsung Galaxy M30⁠(d) pe 7 martie și de Samsung Galaxy M40⁠(d) pe 18 iunie. Galaxy M10s și M30s au fost anunțate pe 18 septembrie, iar ambele au fost lansate pe 29 septembrie. Galaxy M01 și M11 au fost lansate pe 2 iunie 2020 și au fost disponibile pentru vânzare atât pe platforme online, cât și offline. Pe 10 septembrie, Samsung a anunțat Galaxy M51, primul model upper mid-range din gamă.
Principalul punct de vânzare al liniei este bateria de mare capacitate și configurația camerei cu mai multe obiective, urmând tendința comună în cadrul smartphone-urilor de buget în 2019. Acesta este poziționat sub seria Galaxy A, mai aerodinamică și mai mid-range, deși modelele mai noi și mai high-end au fost derivate din seria A cu mai multe modificări.

## Descriere
Fiind poziționate pe segmentele mid-range și low-end, toate modelele din serie au toate caracteristicile esențiale ale unui smartphone entry-level, pe lângă alte câteva caracteristici avansate, diferențiindu-le astfel de alte serii și diferă, de asemenea, prin dimensiune și design. Samsung vizează cu această gamă piețele asiatice în curs de dezvoltare sau piața europeană entry-level, ca răspuns la popularitatea în creștere a smartphone-urilor de buget oferite de producători chinezi precum Xiaomi, Huawei și BBK Electronics⁠(d).

## Telefoane

### Gama 2019 (prima generație)
| Legendă: | Fără suport | Doar securitate | Suportat | Anunțat |

### Gama 2020 (a doua generație)
| Model                 | Display                                                             | Sistem De Operare      | Procesor                 | Memorie                                                                     | Cameră spate                                                | Cameră frontală | Senzor de amprente | Baterie   | Încărcare Rapidă                 |
| --------------------- | ------------------------------------------------------------------- | ---------------------- | ------------------------ | --------------------------------------------------------------------------- | ----------------------------------------------------------- | --------------- | ------------------ | --------- | -------------------------------- |
| Samsung Galaxy M01    | 5.7 " HD + PLS TFT Infinity-V Display (720 x 1520 pixeli)           | Android 12; One UI 4.1 | Qualcomm Snapdragon 439  | 32 GB flash / 3 GB RAM                                                      | 13 MP (lățime) 2 MP (adâncime)                              | 5 MP            | Nu                 | 4.000 mAh | Încărcare rapidă adaptivă de 15W |
| Samsung Galaxy M01s   | Ecran TFT Infinity-V de 6,2 " HD+ PLS (720 x 1520 pixeli)           | Android 12; One UI 4.1 | MediaTek Helio P22       | 32 GB flash / 3 GB RAM                                                      | 13 MP (lățime) 2 MP (adâncime)                              | 5 MP            | Spate              | 4.000 mAh | Încărcare rapidă adaptivă de 15W |
| Samsung Galaxy M11    | Ecran TFT Infinity-o de 6,4 " HD+ PLS (720 x 1560 pixeli)           | Android 12; One UI 4.1 | Qualcomm Snapdragon 450  | 32 sau 64 GB flash / 3 sau 4 GB RAM                                         | 13 MP (lățime) 5 MP (Ultrawide) 2 MP (adâncime)             | 8 MP            | Spate              | 5.000 mAh | Încărcare rapidă adaptivă de 15W |
| Samsung Galaxy M21⁠(d) | Ecran FHD+ Super AMOLED Infinity-U de 6,4" (1080, 2340 pixeli)      | Android 12; One UI 4.1 | Samsung Exynos 9611 Octa | 64 sau 128 GB flash / 4 sau 6 GB RAM                                        | 48 MP (lățime) 8 MP (Ultrawide) 5 MP (adâncime)             | 20 MP           | Spate              | 6.000 mAh | Încărcare rapidă adaptivă de 15W |
| Samsung Galaxy M21s   | Ecran FHD+ Super AMOLED Infinity-U de 6,4" (1080, 2340 pixeli)      | Android 12; One UI 4.1 | Samsung Exynos 9611 Octa | 64 sau 128 GB flash / 4 sau 6 GB RAM                                        | 64 MP (lățime) 8 MP (Ultrawide) 5 MP (adâncime)             | 32 MP           | Spate              | 6.000 mAh | Încărcare rapidă adaptivă de 15W |
| Samsung Galaxy M31⁠(d) | Ecran FHD+ Super AMOLED Infinity-U de 6,4" (1080, 2340 pixeli)      | Android 12; One UI 4.1 | Samsung Exynos 9611 Octa | 64 sau 128 GB flash / 6 sau 8 GB RAM (128 GB flash / 6 GB RAM, numai prime) | 64 MP (lățime) 8 MP (Ultrawide) 2x 5 MP (Macro / adâncime)  | 32 MP           | Spate              | 6.000 mAh | Încărcare rapidă adaptivă de 15W |
| Samsung Galaxy M31s   | Ecran FHD+ Super AMOLED Infinity-o de 6,5" (1080, 2400 pixeli)      | Android 12; One UI 4.1 | Samsung Exynos 9611 Octa | Bliț de 128 GB / 6 sau 8 GB RAM                                             | 64 MP (lățime) 12 MP (Ultrawide) 2x 5 MP (Macro / adâncime) | 32 MP           | Partea             | 6.000 mAh | Încărcare rapidă adaptivă de 25W |
| Samsung Galaxy M51⁠(d) | Ecran FHD+ Super AMOLED Plus Infinity-o de 6,7" (1080, 2400 pixeli) | Android 12; One UI 4.1 | Qualcomm Snapdragon 730g | Bliț de 128 GB / 6 sau 8 GB RAM                                             | 64 MP (lățime) 12 MP (Ultrawide) 2x 5 MP (Macro / adâncime) | 32 MP           | Partea             | 7.000 mAh | Încărcare rapidă adaptivă de 25W |

### Gama 2021 (a treia generație)
| Model            | Display                                                                     | Sistem de operare         | Procesor                 | Memorie                | Stocare            | Cameră spate                                             | Cameră frontală | Senzor de amprente | Baterie                     | Încărcare rapidă              |
| ---------------- | --------------------------------------------------------------------------- | ------------------------- | ------------------------ | ---------------------- | ------------------ | -------------------------------------------------------- | --------------- | ------------------ | --------------------------- | ----------------------------- |
| Galaxy M02       | Ecran HD+ PLS IPS Infinity-V de 6,5” (720 x 1600 pixeli)                    | Android 10; One UI 2⁠(d)   | MediaTek MT6739W         | 2 GB 3 GB              | 32 GB              | 13 MP (Wide) 2 MP (Macro)                                | 5 MP            | Nu                 | 5,000 mAh                   | Nu                            |
| Galaxy M02s      | Ecran HD+ PLS IPS Infinity-V de 6,5” (720 x 1600 pixeli)                    | Android 10; One UI 2⁠(d)   | Qualcomm Snapdragon 450  | 3 GB 4 GB              | 32 GB 64 GB        | 13 MP (Wide) 2 MP (Macro) 2 MP (Depth)                   | 5 MP            | Nu                 | 5,000 mAh                   | Încărcare rapidă adaptivă 15W |
| Galaxy M12       | Ecran HD+ 90 Hz PLS IPS Infinity-V de 6,5” (720 x 1600 pixeli)              | Android 11; One UI 3.1⁠(d) | Samsung Exynos 850       | 3 GB 4 GB 6 GB (India) | 32 GB 64 GB 128 GB | 48 MP (Wide) 5 MP (Ultrawide) 2 MP (Macro) 2 MP (Depth)  | 8 MP            | Side-mounted       | 5,000 mAh 6,000 mAh (India) | Încărcare rapidă adaptivă 15W |
| Galaxy M22⁠(d)    | Ecran Super AMOLED Infinity-U HD+ 90 Hz de 6,4” (720 x 1600 pixeli)         | Android 11; One UI 3.1⁠(d) | MediaTek Helio G80       | 4 GB 6 GB              | 64 GB 128 GB       | 48 MP (Wide) 8 MP (Ultrawide) 2 MP (Macro) 2 MP (Depth)  | 13 MP           | Side-mounted       | 5,000 mAh                   | Încărcare rapidă adaptivă 25W |
| Galaxy M32⁠(d)    | 6.4” Ecran FHD+ 90 Hz Super AMOLED Infinity-U (1080 x 2400 pixeli)          | Android 11; One UI 3.1⁠(d) | MediaTek Helio G80       | 4 GB 6 GB 8 GB         | 64 GB 128 GB       | 64 MP (Wide) 8 MP (Ultrawide) 2 MP (Macro) 2 MP (Depth)  | 20 MP           | Side-mounted       | 5,000 mAh 6,000 mAh (India) | Încărcare rapidă adaptivă 25W |
| Galaxy M32 5G    | Ecran HD+ PLS IPS Infinity-V de 6,5” (720 x 1600 pixeli)                    | Android 11; One UI 3.1⁠(d) | MediaTek Dimensity 720   | 6 GB 8 GB              | 128 GB             | 48 MP (Wide) 8 MP (Ultrawide) 5 MP (Macro) 2 MP (Depth)  | 13 MP           | Side-mounted       | 5,000 mAh                   | Încărcare rapidă adaptivă 15W |
| Galaxy M42 5G    | Ecran HD+ Super AMOLED Infinity-U de 6,6” (720 x 1600 pixeli)               | Android 11; One UI 3.1⁠(d) | Qualcomm Snapdragon 750G | 6 GB 8 GB              | 128 GB             | 48 MP (Wide) 8 MP (Ultrawide) 5 MP (Macro) 5 MP (Depth)  | 20 MP           | Optical            | 5,000 mAh                   | Încărcare rapidă adaptivă 15W |
| Galaxy M52 5G⁠(d) | Ecran de 6,7” FHD+ 120 Hz Super AMOLED Plus Infinity-O (1080 x 2400 pixeli) | Android 11; One UI 3.1⁠(d) | Qualcomm Snapdragon 778G | 6 GB                   | 128 GB             | 64 MP (Wide) 12 MP (Ultrawide) 5 MP (Macro)              | 32 MP           | Side-mounted       | 5,000 mAh                   | Încărcare rapidă adaptivă 25W |
| Galaxy M62       | Ecran FHD+ Super AMOLED Plus Infinity-O de 6,7” (1080 x 2400 pixeli)        | Android 11; One UI 3⁠(d)   | Samsung Exynos 9825      | 8 GB                   | 128 GB 256 GB      | 64 MP (Wide) 12 MP (Ultrawide) 5 MP (Macro) 5 MP (Depth) | 32 MP           | Side-mounted       | 7,000 mAh                   | Încărcare rapidă adaptivă 25W |

### Gama 2022 (a patra generație)
| Model            | Display                                                                     | Sistem de operare                | Procesor                 | Memorie   | Stocare       | Cameră spate                                             | Cameră frontală | Senzor de amprente | Baterie                   | Încărcare rapidă              |
| ---------------- | --------------------------------------------------------------------------- | -------------------------------- | ------------------------ | --------- | ------------- | -------------------------------------------------------- | --------------- | ------------------ | ------------------------- | ----------------------------- |
| Galaxy M13⁠(d)    | Ecran FHD+ PLS IPS Infinity-V de 6,6” (1080 x 2408 pixeli)                  | Android 12; One UI Core 4/4.1⁠(d) | Samsung Exynos 850       | 4 GB 6 GB | 64 GB 128 GB  | 50 MP (Wide) 5 MP (Ultrawide) 2 MP (Depth)               | 8 MP            | Side-mounted       | 5000 mAh 6000 mAh (India) | Încărcare rapidă adaptivă 15W |
| Galaxy M13 5G⁠(d) | Ecran de 6,5” HD+ 90 Hz PLS IPS Infinity-V (720 x 1600 pixeli)              | Android 12; One UI Core 4⁠(d)     | MediaTek Dimensity 700   | 4 GB 6 GB | 64 GB 128 GB  | 50 MP (Wide) 2 MP (Depth)                                | 5 MP            | Side-mounted       | 5000 mAh                  | Încărcare rapidă adaptivă 15W |
| Galaxy M23⁠(d)    | Ecran de 6,6” FHD+ 120 Hz TFT LCD Infinity-V (1080 x 2408 pixeli)           | Android 12; One UI 4.1⁠(d)        | Qualcomm Snapdragon 750G | 4 GB 6 GB | 128 GB        | 50 MP (Wide) 8 MP (Ultrawide) 2 MP (Depth)               | 8 MP            | Side-mounted       | 5000 mAh                  | Încărcare rapidă adaptivă 25W |
| Galaxy M33 5G⁠(d) | Ecran de 6,6” FHD+ 120 Hz TFT LCD Infinity-V (1080 x 2408 pixeli)           | Android 12; One UI 4.1⁠(d)        | Samsung Exynos 1280      | 6 GB 8 GB | 128 GB        | 50 MP (Wide) 8 MP (Ultrawide) 2 MP (Depth) 2 MP (Macro)  | 8 MP            | Side-mounted       | 5000 mAh 6000 mAh (India) | Încărcare rapidă adaptivă 25W |
| Galaxy M53 5G⁠(d) | Ecran de 6,7” FHD+ 120 Hz Super AMOLED Plus Infinity-O (1080 x 2408 pixeli) | Android 12; One UI 4.1⁠(d)        | MediaTek Dimensity 900   | 6 GB 8 GB | 128 GB 256 GB | 108 MP (Wide) 8 MP (Ultrawide) 2 MP (Depth) 2 MP (Macro) | 32 MP           | Side-mounted       | 5000 mAh                  | Încărcare rapidă adaptivă 25W |

### Gama 2023 (generația a 5-a)
| Model            | Display                                                              | Operating System              | Processor           | Memory    | Storage       | Rear Camera                                 | Front Camera | Ultrasonc Fingerprint Sensor | Battery  | Fast Charging                                                 |
| ---------------- | -------------------------------------------------------------------- | ----------------------------- | ------------------- | --------- | ------------- | ------------------------------------------- | ------------ | ---------------------------- | -------- | ------------------------------------------------------------- |
| Galaxy M04⁠(d)    | 6.5" HD+ PLS IPS Ecran Infinity-V (720 x 1600 pixeli)                | Android 12 One UI Core 4.1    | Mediatek Helio P35  | 4 GB      | 64 GB 128 GB  | 13 MP (Wide) 2MP (Depth)                    | 5 MP         | No                           | 5000 mAh | 15W Super Fast Charging                                       |
| Galaxy M14 5G⁠(d) | 6.6" FHD+ 90 Hz PLS IPS Ecran Infinity-V (1080 x 2408 pixeli)        | Android 13 One UI Core 5.1⁠(d) | Samsung Exynos 1330 | 4 GB 6 GB | 64 GB 128 GB  | 50 MP (Wide) 2 MP (Macro) 2 MP (Depth)      | 13 MP        | Side-mounted                 | 6000 mAh | 15W Adaptive Fast Charging 25W Adaptive Fast Charging (India) |
| Galaxy M34 5G    | 6.5" FHD+ 120 Hz Super AMOLED Ecran Infinity-U (1080 x 2400 pixeli)  | Android 13 One UI 5.1⁠(d)      | Samsung Exynos 1280 | 6 GB 8 GB | 128 GB 256 GB | 50 MP (Wide) 8 MP (Ultrawide) 2 MP (Macro)  | 13 MP        | Side-mounted                 | 6000 mAh | 25W Super Fast Charging                                       |
| Galaxy M54 5G⁠(d) | 6.7" FHD+ 120 Hz Super AMOLED+ Ecran Infinity-O (1080 x 2400 pixeli) | Android 13 One UI 5.1⁠(d)      | Samsung Exynos 1380 | 8 GB      | 128 GB 256 GB | 108 MP (Wide) 8 MP (Ultrawide) 2 MP (Macro) | 32 MP        | Side-mounted                 | 6000 mAh | 25W Super Fast Charging                                       |

### Gama 2024 (a șasea generație)
| Model         | Display                                                      | Sistem de operare      | Procesor                     | Memorie        | Stocare       | Cameră spate                               | Cameră frontală | Senzor de amprente | Baterie   | Încărcare rapidă         |
| ------------- | ------------------------------------------------------------ | ---------------------- | ---------------------------- | -------------- | ------------- | ------------------------------------------ | --------------- | ------------------ | --------- | ------------------------ |
| Galaxy M15 5G | Ecran Super AMOLED de 6,5” FHD+ 90 Hz (1080 x 2340 pixeli)   | Android 14; One UI 6.1 | Mediatek Dimensity 6100 Plus | 4 GB 6 GB 8 GB | 128 GB 256 GB | 50 MP (wide) 5 MP (ultrawide) 2 MP (macro) | 13 MP           | Side-mounted       | 6,000 mAh | Încărcare rapidă de 25 W |
| Galaxy M35 5G | Ecran Super AMOLED de 6,6” FHD+ 120Hz (1080 x 2340 pixeli)   | Android 14; One UI 6.1 | Samsung Exynos 1380          | 6 GB 8 GB      | 128 GB 256 GB | 50 MP (wide) 8 MP (ultrawide) 2 MP (macro) | 13 MP           | side-mounted       | 6,000 mAh | Încărcare rapidă de 25 W |
| Galaxy M55 5G | Ecran Super AMOLED+ de 6,7” FHD+ 120 Hz (1080 x 2400 pixeli) | Android 14; One UI 6.1 | Qualcomm Snapdragon 7 Gen 1  | 8 GB 12 GB     | 128 GB 256 GB | 50 MP (wide) 8 MP (ultrawide) 2 MP (macro) | 50 MP           | In-display         | 5,000 mAh | Încărcare rapidă de 45 W |